# Cercyon castaneipennis
Cercyon castaneipennis är en skalbaggsart som beskrevs av Vorst 2009. Cercyon castaneipennis ingår i släktet Cercyon, och familjen palpbaggar. Arten är reproducerande i Sverige.